# Aspidotis californica
Aspidotis californica är en kantbräkenväxtart som först beskrevs av Thomas Nuttall och William Jackson Hooker, och fick sitt nu gällande namn av Thomas Nuttall och Edwin Bingham Copeland. Aspidotis californica ingår i släktet Aspidotis och familjen Pteridaceae. Inga underarter finns listade.

## Bildgalleri

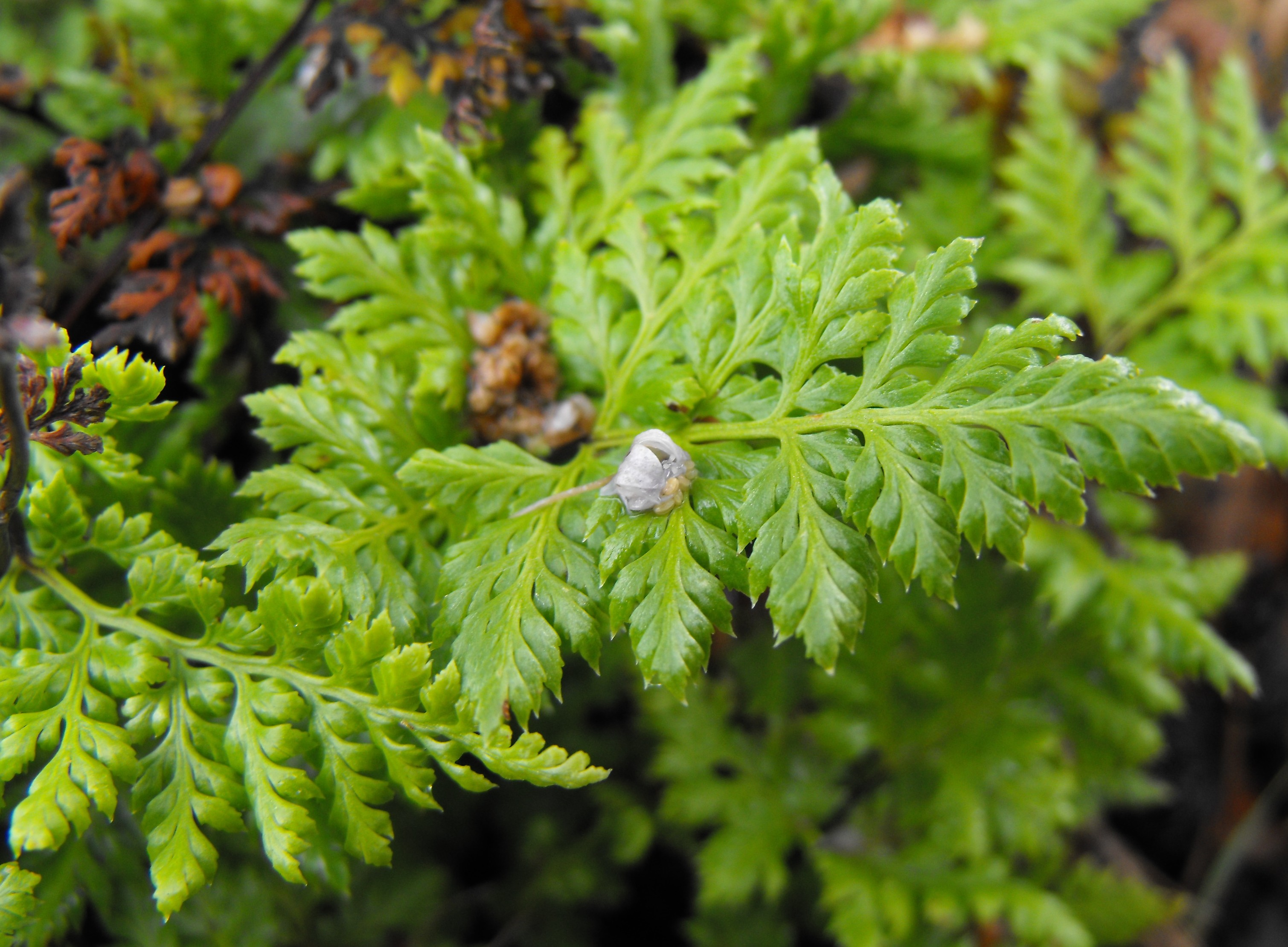